# Девід Аптер
Девід Ернест Аптер (18 грудня 1924, Бруклін, Нью-Йорк — 4 травня 2010, Норт-Гейвен, Коннектикут) — американський політолог, експерт з питань демократизації і політичного насильства в Африці, Латинській Америці та Азії.
Освіта: Прінстонський університет (1954), де пізніше отримав ступінь доктора філософії.
Нагороди: Грант Гуггенгайма в галузі суспільних наук для постійних мешканців США та Канади
Здійснив вагомий внесок у розвиток порівняльної політології, проводячи польові дослідження і викладаючи у багатьох провідних університетах світу, в тому числі Єльському, Прінстонському, Оксфордському університетах, а також в Нідерландському інституті перспективних досліджень.
Характеризуючи еволюцію порівняльних досліджень, Девід Аптер виділяв три етапи: інституціоналізм, девелопменталізм і неоінституціоналізм.
Етап інституціоналізму розглядався ним з моменту формування політичної науки як самостійного предмета.
Інституційний підхід відрізняє концентрація уваги на вивченні механізмів функціонування політичних систем через вивчення структури і характеру функціонування систем державного управління різних країн.
Визначає інституціоналізм як фундамент компаративної політичної науки.
У часовому вимірі етап девелопменталізму припадає на 70–80-ті роки ХХ ст.
Уперше в політології ввів термін «консоціативність» — принцип організації влади, що базується на співпраці в рамках сформованої інституційної структури політичних еліт, що представляють різні відносно автономні сегменти суспільства.

## Основні праці
- «Ideology and discontent» (1964)
- «Політика модернізації» (The politics of modernization) (1965),
- «Політичний дискурс в Республіці Мао» (Revolutionary Discourse in Mao's Republic) (1994),
- «Компаративна політика» (1996),
- «Легітимізації насильства» (The Legitimization of Violence) (1997)